# Качка (аеродинамічна схема)

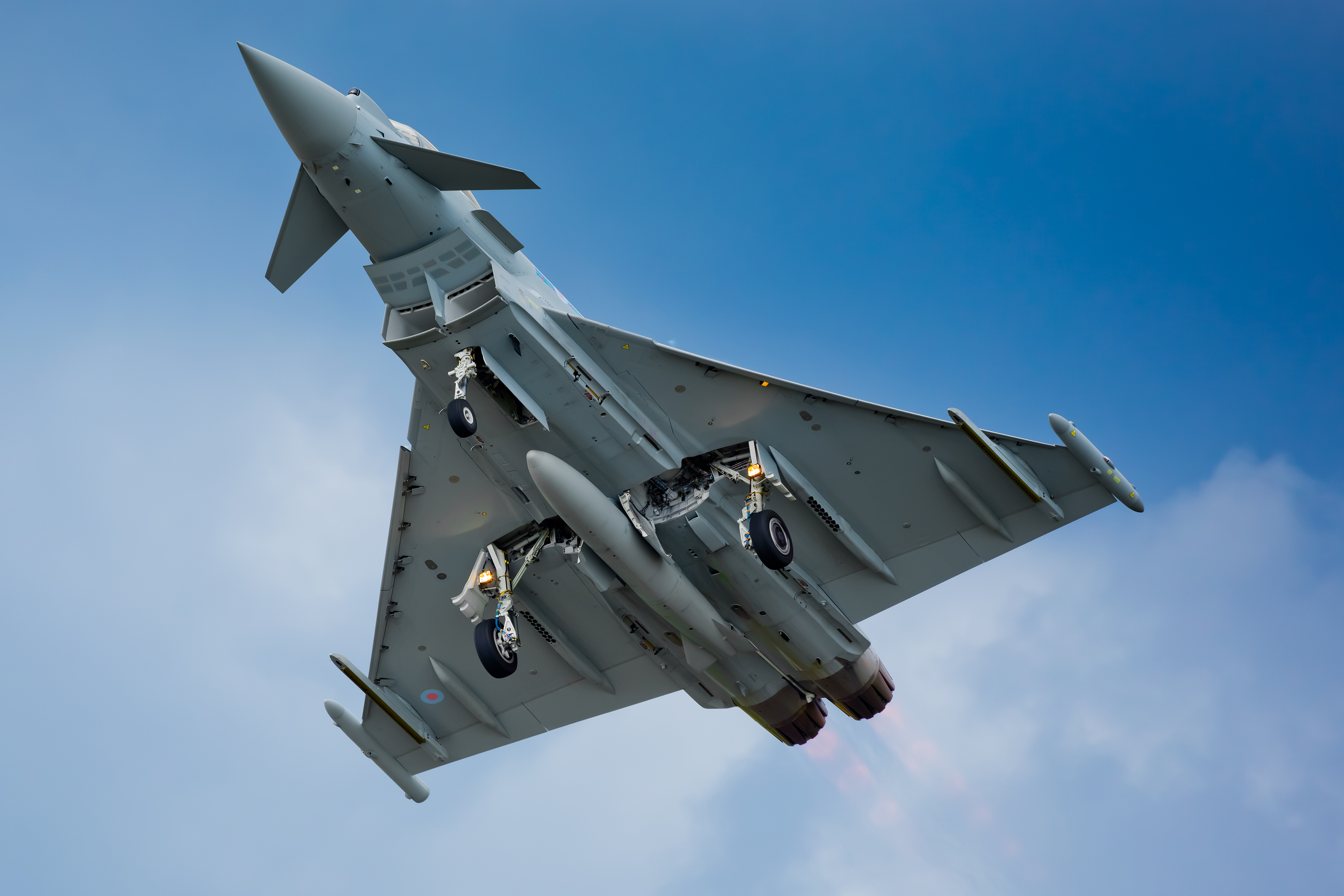
Eurofighter Typhoon, збудований за цією схемою

Качка — аеродинамічна схема, за якою в літального апарата горизонтальне оперення розташоване попереду крила (воно називається переднім горизонтальним оперенням або ПГО). Названа так тому, що перші літаки, зроблені за цією схемою — Wright Flyer братів Райт і Santos-Dumont 14-bis Сантос-Дюмона — нагадували очевидцям качку.

## Приклади
Варіанти схеми «качка» використовуються в деяких літаках, а також у багатьох керованих ракет.

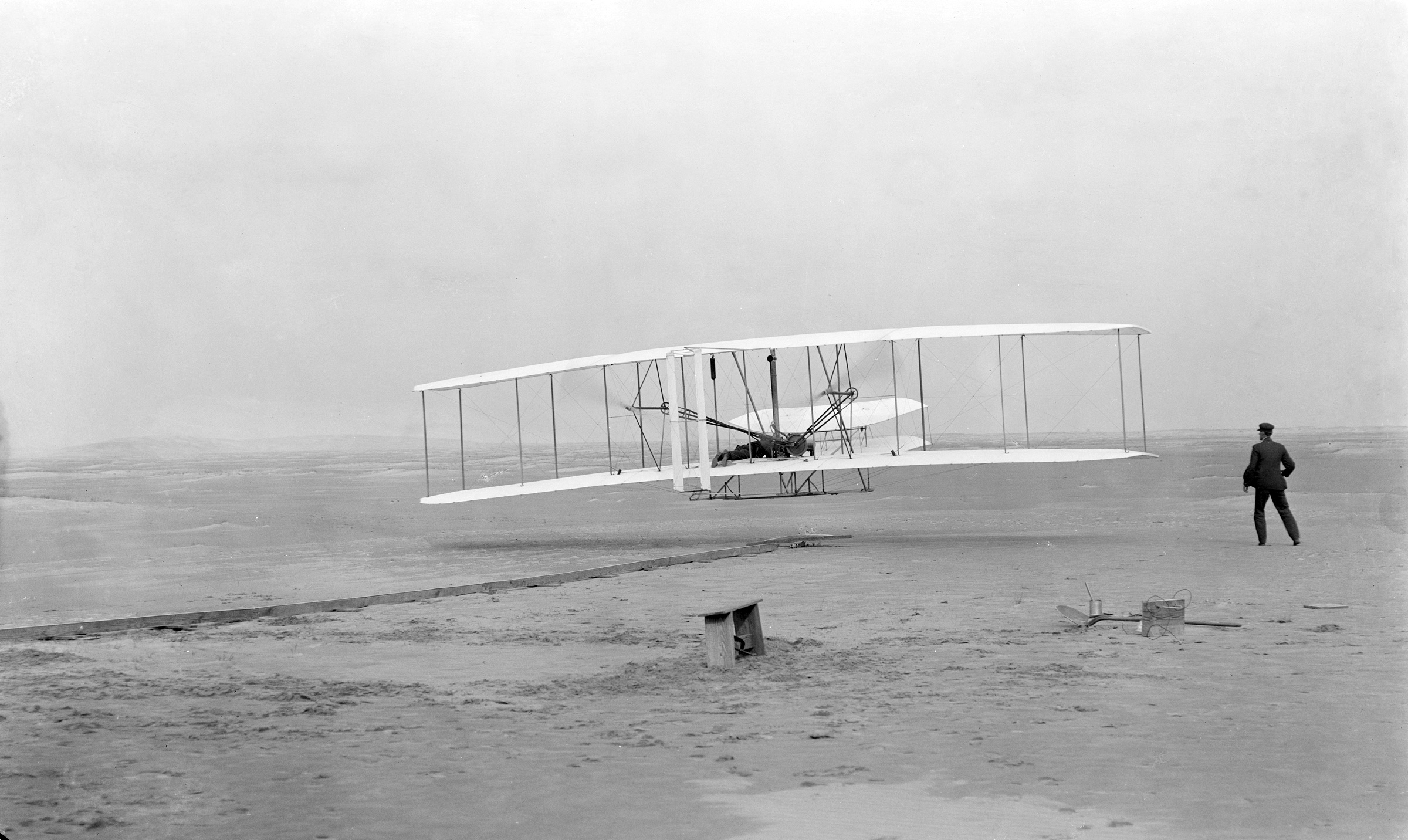
Найперший аероплан Wright Flyer було побудовано за схемою «качка»
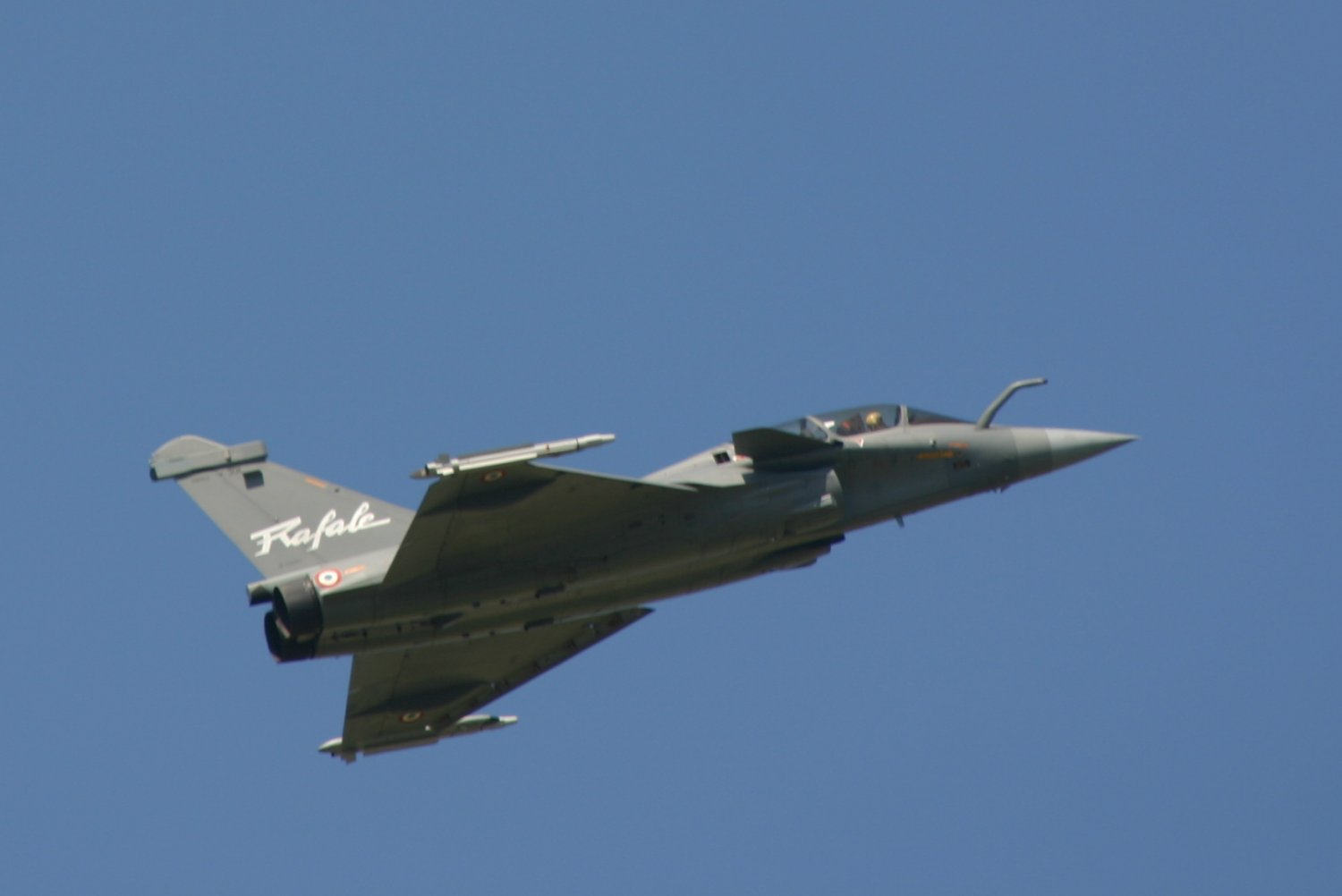
Dassault Rafale
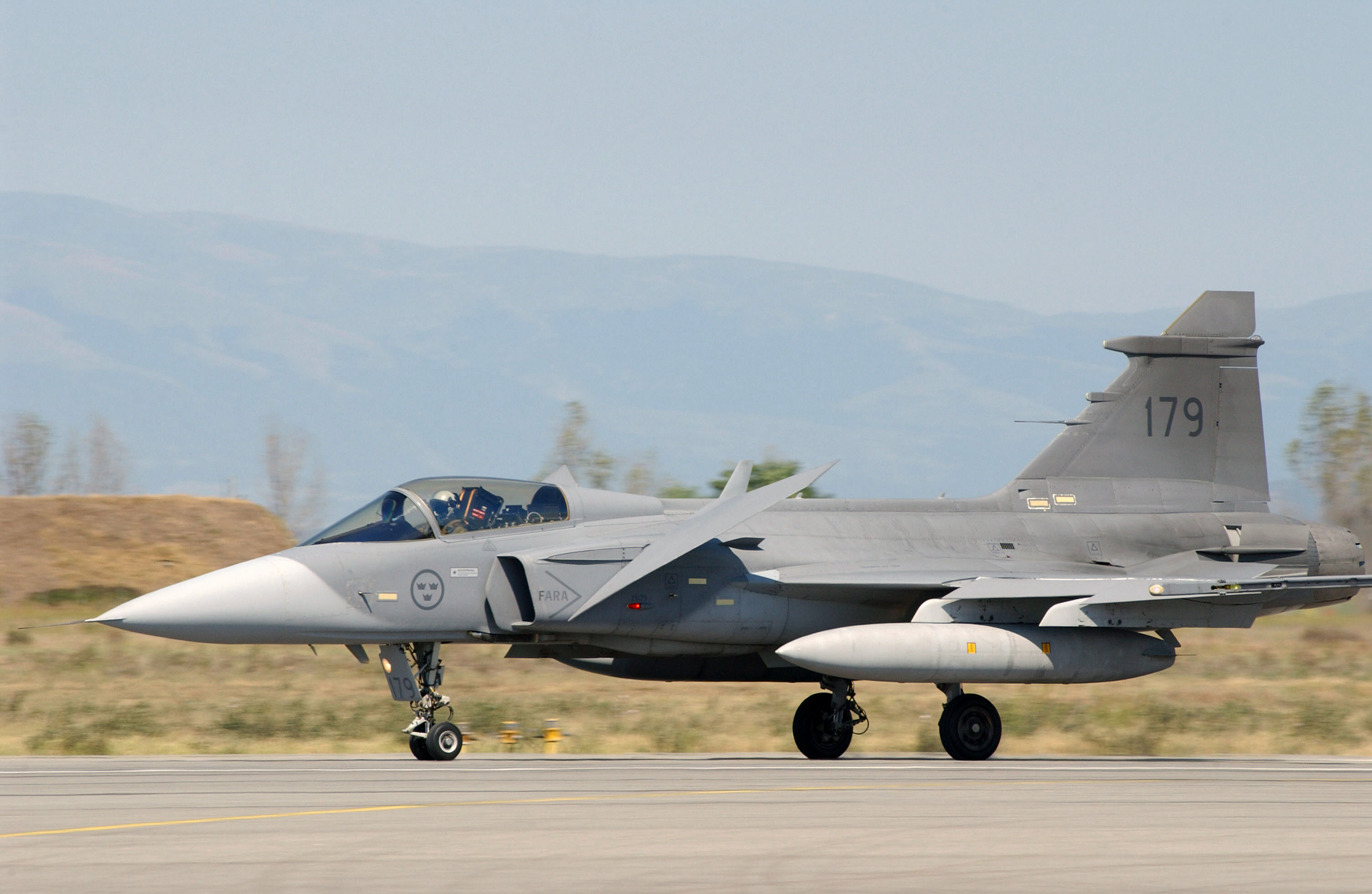
Saab 39 Gripen
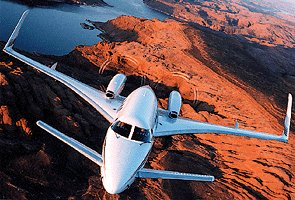
Адміністративний літак Beechcraft Starship
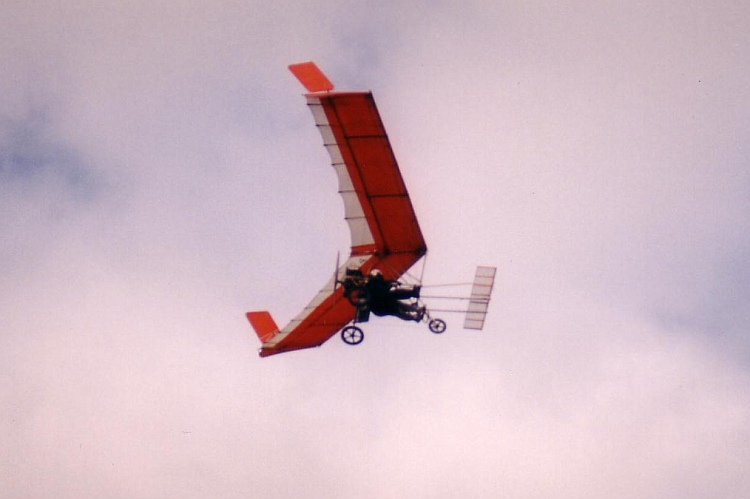
Схема «качка» застосовується також в малій авіації (Pterodactyl Ascender II+2)
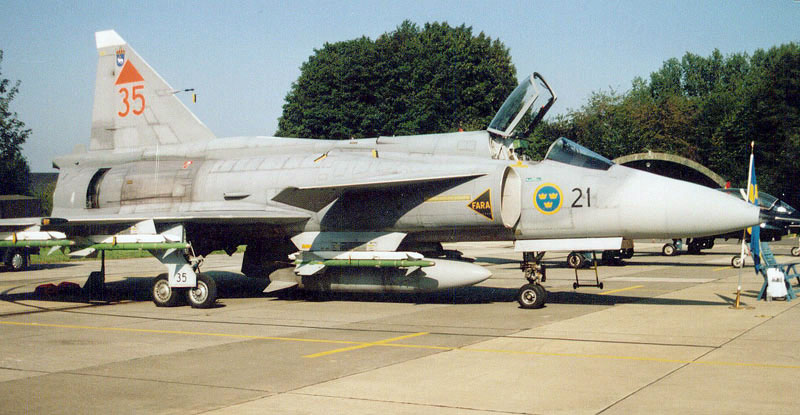
Saab 37 Viggen. Перший у світі серійний військовий реактивний літак з переднім горизонтальним оперенням